# Октябрське (Карабалицький район)
Октя́брське (каз. Октябрь) — село у складі Карабалицького району Костанайської області Казахстану. Входить до складу Кособинського округу.
Населення — 94 особи (2021; 179 у 2009, 266 у 1999, 409 у 1989).
У радянські часи село також називалось Тогузбак.